# أوكوود كوياهوغا مقاطعة (أوهايو)
أوكوود  كوياهوغا مقاطعة (بالإنجليزية: Oakwood village (Cuyahoga County), Ohio) هي قرية تقع بولاية أوهايو في الولايات المتحدة. تبلغ مساحتها 8.95 كم2، وترتفع عن سطح البحر 319 م، بلغ عدد سكانها 3,667 نسمة في عام 2010 حسب إحصاء مكتب تعداد الولايات المتحدة وتصل الكثافة السكانية فيها 409.7 نسمة لكل كيلومتر مربع (1,061.1/ميل2).

## التركيبة السكانية
حدّد مكتب تعداد الولايات المتحدة بيانات التركيبة السكانية لأوكوود  كوياهوغا مقاطعة في تعداد الولايات المتحدة. في ما يلي، التركيبة السكانية حسب تعدادي 2000 و2010.

### تعداد عام 2000
بلغ عدد سكان أوكوود  كوياهوغا مقاطعة 3,667 نسمة بحسب تعداد عام 2000، وبلغ عدد الأسر 1,416 أسرة وعدد العائلات 878 عائلة مقيمة في القرية. في حين سجلت الكثافة السكانية 409.7 نسمة لكل كيلومتر مربع (1,061.1/ميل2). وبلغ عدد الوحدات السكنية 1,480 وحدة بمتوسط كثافة قدره 165.4 لكل كيلومتر مربع (428.4/ميل2).
وتوزع التركيب العرقي للقرية بنسبة 40.66% من البيض و56.23% من الأمريكيين الأفارقة و0.19% من الأمريكيين الأصليين و0.35% من الأمريكيين ذوي الأصول الآسيوية و0.03% من سكان جزر المحيط الهادئ و0.71% من الأعراق الأخرى و1.83% من عرقين مختلطين أو أكثر و1.39% من الهسبانيون أو اللاتينيون من أي عرق.
بلغ عدد الأسر 1,416 أسرة كانت نسبة 29.1% منها لديها أطفال تحت سن الثامنة عشر تعيش معهم، وبلغت نسبة الأزواج القاطنين مع بعضهم البعض 44.1% من أصل المجموع الكلي للأسر، ونسبة 13.3% من الأسر كان لديها معيلات من الإناث دون وجود شريك،  بينما كانت نسبة 4.6% من الأسر لديها معيلون من الذكور دون وجود شريكة وكانت نسبة 38% من غير العائلات. تألفت نسبة 33.6% من أصل جميع الأسر من عدة أفراد يعيشون في نفس المنزل ونسبة 14.3% كانت تتألف من شخص يعيش بمفرده يبلغ من العمر 65 عاماً أو أكثر. وبلغ متوسط حجم الأسرة المعيشية 2.43، أما متوسط حجم العائلات فبلغ 3.13.
بلغ العمر الوسطي للسكان 43.5 عاماً. وكانت نسبة 21.5% من القاطنين تحت سن الثامنة عشر، وكانت نسبة 7.4% بين الثامنة عشر والرابعة والعشرين عاماً، ونسبة 23.4% كانت واقعةً في الفئة العمرية ما بين الخامسة والعشرين والرابعة والأربعين عاماً، ونسبة 26.3% كانت ما بين الخامسة والأربعين والرابعة والستين، ونسبة 15.1% كانت ضمن فئة الخامسة والستين عاماً فما فوق. يوجد لكل 100 أنثى 92.6 ذكر، ويوجد لكل 100 أنثى في الثامنة عشر من عمرها فما فوق 92.0 ذكر.
بلغ متوسط دخل الأسرة في القرية 46,136 دولارًا، أما متوسط دخل العائلة فبلغ 60,943 دولارًا. وكان متوسط دخل الذكور 36,541 دولارًا مقابل 31,392 دولارًا للإناث. وسجل دخل الفرد الخاص بالقرية 20,598 دولارًا. وكانت نسبة 4.2% من العائلات ونسبة 6.7% من السكان تحت خط الفقر، وكان من هؤلاء نسبة 6.6% تحت سن الثامنة عشر ونسبة 15.6% في الخامسة والستين من العمر وما فوق.

### تعداد عام 2010
بلغ عدد سكان أوكوود  كوياهوغا مقاطعة 3,667 نسمة بحسب تعداد عام 2010، وبلغ عدد الأسر 1,544 أسرة وعدد العائلات 935 عائلة مقيمة في القرية. في حين سجلت الكثافة السكانية 409.7 نسمة لكل كيلومتر مربع (1,061.1/ميل2). وبلغ عدد الوحدات السكنية 1,648 وحدة بمتوسط كثافة قدره 184.1 لكل كيلومتر مربع (476.8/ميل2).
وتوزع التركيب العرقي للقرية بنسبة 30.68% من البيض و64.69% من الأمريكيين الأفارقة و0.19% من الأمريكيين الأصليين و0.74% من الأمريكيين ذوي الأصول الآسيوية و0.05% من سكان جزر المحيط الهادئ و0.22% من الأعراق الأخرى و3.44% من عرقين مختلطين أو أكثر و2.29% من الهسبانيون أو اللاتينيون من أي عرق.
بلغ عدد الأسر 1,544 أسرة كانت نسبة 24.6% منها لديها أطفال تحت سن الثامنة عشر تعيش معهم، وبلغت نسبة الأزواج القاطنين مع بعضهم البعض 38.3% من أصل المجموع الكلي للأسر، ونسبة 17.2% من الأسر كان لديها معيلات من الإناث دون وجود شريك،  بينما كانت نسبة 5.1% من الأسر لديها معيلون من الذكور دون وجود شريكة وكانت نسبة 39.4% من غير العائلات. تألفت نسبة 35% من أصل جميع الأسر من عدة أفراد يعيشون في نفس المنزل ونسبة 12.4% كانت تتألف من شخص يعيش بمفرده يبلغ من العمر 65 عاماً أو أكثر. وبلغ متوسط حجم الأسرة المعيشية 2.28، أما متوسط حجم العائلات فبلغ 2.94.
بلغ العمر الوسطي للسكان 46.7 عاماً. وكانت نسبة 18.7% من القاطنين تحت سن الثامنة عشر، وكانت نسبة 7.7% بين الثامنة عشر والرابعة والعشرين عاماً، ونسبة 21.5% كانت واقعةً في الفئة العمرية ما بين الخامسة والعشرين والرابعة والأربعين عاماً، ونسبة 32.8% كانت ما بين الخامسة والأربعين والرابعة والستين، ونسبة 19.3% كانت ضمن فئة الخامسة والستين عاماً فما فوق. وتوزع التركيب الجنسي للسكان بنسبة 47.6% ذكور و52.4% إناث.

## وصلات خارجية
- الموقع الرسمي